# Carl Fehrman (präst)
Carl Fehrman (i riksdagen kallad Fehrman i Träslöv), född 24 december 1840 i Halmstad, död 22 juni 1898 i Karlsbad, Österrike-Ungern, var en svensk kontraktsprost, kyrkoherde och riksdagsman, far till Daniel Fehrman.
Fehrman var son till häradshövdingen Daniel Fehrman och prostdottern Johanna Albertina Varenius. Han var verksam som kyrkoherde i Träslövs församling i Göteborgs stift. Som riksdagsman var han ledamot av riksdagens första kammare i urtima riksdagen 1892 och i riksdagen 1898 för Hallands läns valkrets. Han donerade stora belopp till stipendier för teologie studerande vid Lunds universitet.
Fehrman var ivrig försvarsvän och motståndare till alla rösträttreformer. Han ogillade kvinnoemancipationen och var av moraliska skäl motståndare till arvsrätt för oäkta barn. Han var samtidigt socialpolitiskt intresserad av frågan om arbetarpensioner och arbetstidslagstiftning. Som präst var Fehrman präglad av schartauanism, och väktare av sabbatsfriden och bekännelseskrifterna, särskilt Martin Luthers lilla katekes.